# Liste der Weihbischöfe in Gniezno
Die folgenden Personen waren Weihbischöfe im Erzbistum Gniezno (polnisch Archidiecezja Gnieźnieńska):

## Bistum Gniezno
| Zeit      | Name                                           | Amt                                                     |
| --------- | ---------------------------------------------- | ------------------------------------------------------- |
| 1299–1308 | Paul                                           |                                                         |
| 1310–1323 | Dominik                                        |                                                         |
| 1377–1382 | Andrew Wasiło                                  |                                                         |
| 1404–1411 | Jan                                            |                                                         |
| 1411–1412 | Peter                                          |                                                         |
| 1414      | Erasmus                                        |                                                         |
| 1414–1415 | Peter                                          | bereits 1411–1412                                       |
| 1420–1424 | Erasmus                                        | im Jahre 1414                                           |
| 1434–1468 | Jan OFM                                        | Titularbischof von Athyra                               |
| 1469–1476 | Anthony                                        |                                                         |
| 1476–1480 | Andrew von Opalenica                           |                                                         |
| 1493      | Wojciech aus Secemin                           |                                                         |
| 1497      | John von Radziejow                             |                                                         |
| 1498      | Maciej                                         |                                                         |
| 1501–1517 | Jan                                            |                                                         |
| 1509      | Nicolaus Msczny                                | Titularbischof von Athyra                               |
| 1517–1526 | Nicholas                                       |                                                         |
| 1527–1541 | John Rusiński (Businski)                       | Titularbischof von Athyra                               |
| 1541–1560 | Sebastian Żydowski (Lidvinsky)                 | Titularbischof von Athyra                               |
| 1562–1581 | Stanislaw Falecki                              |                                                         |
| 1583–1608 | Jan Gniazdowski                                |                                                         |
| 1608–1625 | Andrzej Wilczynski                             |                                                         |
| 1628–1638 | Andrzej Gembicki                               | Titularbischof von Theodosiopolis in Arcadia            |
| 1640–1644 | Jan Madalinski                                 |                                                         |
| 1644–1658 | Adrian Grodecki                                |                                                         |
| 1660–1665 | Kasper Trzemeski (Gaspar Trizenieski)          | Titularbischof von Thebae Phthiotides/Halmiros/Halmirus |
| 1667–1674 | John Buzeński                                  | Titularbischof von Halmiros                             |
| 1676–1693 | Wojciech Stanowski (Stawowski)                 | Titularbischof von Petra in Palaestina                  |
| 1694–1700 | Konstanty Józef Zieliński                      | Titularbischof von Hierapolis in Isauria                |
| 1700–1718 | Stefan Antoni Mdzewski OP                      | Titularbischof von Calama; vorher Weihbischof in Luzk   |
| 1719–1731 | Franciszek Józef Kraszkowski                   | Titularbischof von Dardanus                             |
| 1728–1743 | Dominik Sienieński                             | Titularbischof von Maronea                              |
| 1732–1738 | Józef Michał Trzciński                         | Titularbischof von Iuliopolis                           |
| 1738–1769 | Christoph Dobiński                             | Titularbischof von Serra                                |
| 1762–1791 | Ignazy Kozierowski                             | Titularbischof von Adraa                                |
| 1768–1793 | Anton Kornel Przedwojski OFM Cap               | Titularbischof von Bolina                               |
| 1771–1784 | Jan Karski                                     | Titularbischof von Ionopolis                            |
| 1781–1802 | Kasper Józef Szajowski                         | Titularbischof von Laranda                              |
| 1785–1790 | Józef Korytowski                               | Titularerzbischof von Martyropolis                      |
| 1790–1808 | Stefan Wojciech von Łubieński                  | Titularbischof von Byblus                               |
| 1791–1804 | Michal Mateusz Kosmowski                       | Titularbischof von Martyropolis                         |
| 1809–1813 | Ignacy Bardziński                              | Titularbischof von Satala in Armenia                    |
| 1809–1821 | Lorenz Barlomiej Ignacy Antoni Raczynski OCist | Titularbischof von Etalonia                             |
| 1809–1815 | Grzegorz Zachariasiewicz SJ                    | Titularbischof von Corycus                              |
| 1814–1821 | Józef Gabriel Gembart SJ                       | Titularbischof von Patara                               |
| 1816–1831 | Marcin Siemienski                              | Titularbischof von Cyrene                               |

## Erzbistum Gnesen-Posen
| Zeit      | Name                          | Amt                                             |
| --------- | ----------------------------- | ----------------------------------------------- |
| 1833–1840 | Józef Chelkowski              | Titularbischof von Tricomia                     |
| 1833–1840 | Kajetan von Kowalski          | Titularbischof von Maximianopolis in Palaestina |
| 1841–1866 | Anzelm Wojciech Brodziszewski | Titularbischof von Themiscyra                   |
| 1843–1853 | Jan Kanty Dąbrowski           | Titularbischof von Helenopolis in Bithynia      |
| 1854–1871 | Franciszek Stefanowicz        | Titularerzbischof von Samosata                  |
| 1867–1887 | Józef Cybichowski             | Titularbischof von Cinna                        |
| 1871–1891 | Jan Chryzostom Janiszenwski   | Titularbischof von Eluza                        |
| 1887–1914 | Edward Likowski               | Titularbischof von Aureliopolis in Lydia        |
| 1888      | Jan Ignacy Korytkowski        | (Nominee) Titularbischof von Hermopolis Maior   |
| 1890–1907 | Antoni Andrzejewicz           | Titularbischof von Philomelium                  |
| 1910–1925 | Wilhelm Atanazy Kloske        | Titularbischof von Theodosiopolis in Armenia    |
| 1915–1918 | Paul Anton Jedzink            | Titularbischof von Themisonium                  |
| 1920–1926 | Stanisław Kostka Łukomski     | Titularbischof von Sicca Veneria                |
| 1924–1939 | Antoni Laubitz                | Titularbischof von Iasus                        |
| 1929–1946 | Walenty Dymek                 | Titularbischof von Madytus                      |
| 1946–1975 | Lucjan Bernacki               | Titularbischof von Mela                         |

## Erzbistum Gniezno
| Zeit      | Name                | Amt                                          |
| --------- | ------------------- | -------------------------------------------- |
| 1951–1957 | Antoni Baraniak SDB | Titularbischof von Theodosiopolis in Armenia |
| 1957–1967 | Andrzej Wronka      | Titularbischof von Vatarba                   |
| 1958–1967 | Józef Drzazga       | Titularbischof von Siniandus                 |
| 1958–1967 | Jerzy Stroba        | Titularbischof von Aradus                    |
| 1958–1984 | Wacław Wycisk       | Titularbischof von Caesarea in Numidia       |
| 1959–1981 | Jan Czerniak        | Titularbischof von Eudocia                   |
| 1959–1972 | Wincenty Urban      | Titularbischof von Abitinae                  |
| 1959–1968 | Henryk Grzondziel   | Titularbischof von Athribis                  |
| 1960–1967 | Ignacy Jeż          | Titularbischof von Alba Maritima             |
| 1961–1972 | Pawel Latusek       | Titularbischof von Anineta                   |
| 1961–1972 | Jan Władysław Obłąk | Titularbischof von Abbir Maius               |
| 1964–1979 | Władysław Rubin     | Titularbischof von Serta                     |
| 1968–2003 | Szczepan Wesoły     | Titularerzbischof von Dragonara              |
| 1975–1989 | Jan Michalski       | Titularbischof von Vagal                     |
| 1982–1991 | Jerzy Dąbrowski     | Titularbischof von Tamascani                 |
| 1982–1996 | Jan Wiktor Nowak    | Titularbischof von Gemellae in Byzacena      |
| 1988–2012 | Bogdan Józef Wojtuś | Titularbischof von Vassinassa                |
| 1992–2002 | Stanisław Gądecki   | Titularbischof von Rubicon                   |
| 2003–2014 | Wojciech Polak      | Titularbischof von Mons in Numidia           |
| 2012–2021 | Krzysztof Wętkowski | Titularbischof von Glavinitza                |
| seit 2022 | Radosław Orchowicz  | Titularbischof von Surista                   |